# Papuacepheus geminatus
Papuacepheus geminatus är en kvalsterart som först beskrevs av Balogh 1968.  Papuacepheus geminatus ingår i släktet Papuacepheus och familjen Otocepheidae. Inga underarter finns listade i Catalogue of Life.